# Wilhelm Redieß

Wilhelm Redieß

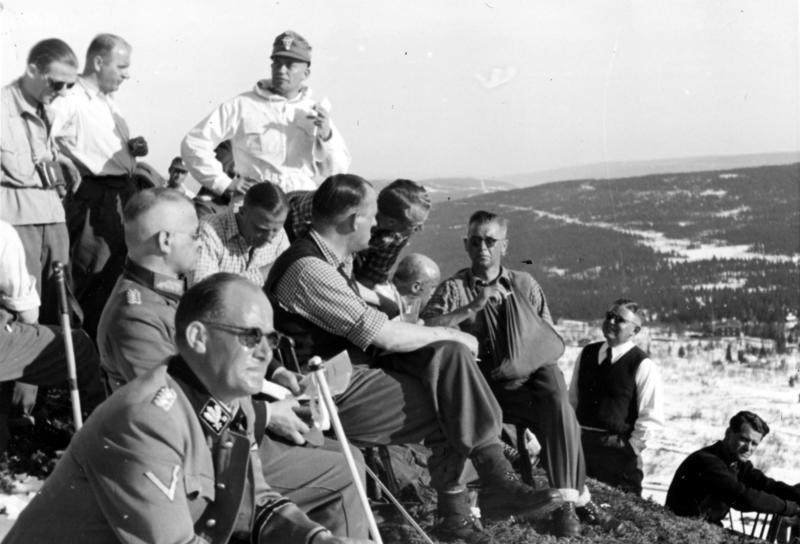
Redieß (ganz vorne links) in Norwegen im April 1942, Aufnahme aus dem Bundesarchiv

Friedrich Wilhelm Otto Redieß (auch Rediess; * 10. Oktober 1900 in Heinsberg; † 8. Mai 1945 in Skaugum bei Oslo) war ein deutscher SS-Obergruppenführer, General der Polizei (1941) und Höherer SS- und Polizeiführer (HSSPF) in Ostpreußen. Während der deutschen Besetzung in Norwegen war er zudem von 1940 bis 1945 HSSPF Nord mit Sitz in Oslo und ab 1944 auch General der Waffen-SS.

## Leben
Als Sohn eines Justizangestellten besuchte er die Volksschule und wurde im Juni 1918 zum 3. Lothringischen Infanterie-Regiment Nr. 135 eingezogen. Nach dem Krieg begann er eine Lehre als Elektrotechniker und arbeitete bis 1932 in diesem Beruf, wobei er in der Wirtschaftskrise 1929 kurzzeitig arbeitslos war.
Redieß trat 1924 dem Völkisch-Sozialen Block, eine Ersatzorganisation der seinerzeit verbotenen NSDAP, bei. Nach der Wiederzulassung der NSDAP wurde er am 15. Juli 1925 Parteimitglied (Mitgliedsnummer 25.574). Von Dezember 1926 bis Februar 1932 war Redieß NSDAP-Ortsgruppenleiter für Düsseldorf. Am 1. Januar 1927 trat er der SA bei; bis April 1929 war er Sturmführer des SA-Sturms 88 in Düsseldorf. Am 22. Juli 1929 trat Redieß von der SA zur SS über (SS-Nummer 2.839). Nach mehreren Beförderungen erreichte er im März 1931 den Rang eines SS-Standartenführers; in dieser Zeit führte er diverse SS-Einheiten in Düsseldorf und Essen. Ab 1932 arbeitete Redieß hauptamtlich für die NSDAP. Im Juli 1932 übernahm er die Führung des SS-Abschnitts XI, dessen Sitz anfänglich Frankfurt am Main, ab Oktober 1933 Wiesbaden war.
Redieß, der 1928 noch erfolglos bei der Wahl zum Preußischen Landtag kandidiert hatte, erhielt bei der Wahl im Jahr 1932 ein Landtagsmandat, das er bis 1933 innehatte. Nach dem Wahlsieg der NSDAP bei der Reichstagswahl im März 1933 und im November 1933 saß er bis 1945 im nationalsozialistischen Reichstag. In der SS führte Redieß den Abschnitt XVI in Magdeburg von März 1934 bis Januar 1935 und den Oberabschnitt Südost mit Sitz in Brieg, später in Breslau von Januar 1935 bis Februar 1936, wobei er am 20. April 1935 zum SS-Gruppenführer befördert wurde. Ab Februar 1936 war er Führer des SS-Oberabschnitts Nordost in Königsberg. Vom 28. Juni 1938 bis zum 19. Juni 1940 war Redieß Höherer SS- und Polizeiführer „Nordost“. In dieser Eigenschaft kommandierte er im Oktober 1939 zwei Regimenter der SS-Totenkopfverbände und organisierte die Deportation der ostpreußischen Juden im Oktober und November 1940.
Nach einem Treffen mit dem HSSPF „Warthe“, SS-Gruppenführer Wilhelm Koppe, in Posen wurde Redieß das „Sonderkommando Lange“ überstellt, das vom SS-Hauptsturmführer Herbert Lange geleitet wurde. Dieses Kommando war im Besitz eines „Gaswagens“ als fahrbare Gaskammer, bei dem Kohlenmonoxid in die rückwärtige geschlossene Ladefläche des Aufbaus geführt werden konnte. In Abstimmung mit dem Gauleiter von Königsberg, Erich Koch, wurden im Durchgangslager Soldau zwischen dem 21. Mai und dem 8. Juni 1940 1558 geistig behinderte Menschen im Rahmen einer „Euthanasie“-Aktion T4 ermordet. Koppe forderte anschließend von Redieß 10 Reichsmark pro Getötetem als Entschädigung für die Überlassung des „Lange-Kommandos“. Redieß, der sich bereits in Norwegen aufhielt, war nicht bereit, die Auslagen zu übernehmen, obwohl er selbst die Prämie für jeden Getöteten vereinbart hatte.
Nach dem deutschen Überfall auf Norwegen übernahm Redieß im Juni 1940 den Posten des Höheren SS- und Sicherheitspolizeiführer (HSSPF) im Bereich Nord, der vorher von Fritz Weitzel ausgeübt worden war. Damit erstreckte sich sein Zuständigkeitsbereich auf die Länder Dänemark und Norwegen. Ab Herbst 1943 wird für Dänemark als HSSPF Günther Pancke zuständig. Seinen Sitz hatte Redieß in Oslo und arbeitete mit dem dortigen deutschen Reichskommissar Josef Terboven, dem Befehlshaber der Sicherheitspolizei und des Sicherheitsdienstes (BdS) für Norwegen und dem norwegischen Polizeichef Jonas Lie eng zusammen. Als ab März 1941 norwegische Frauen von deutschen Besatzungssoldaten schwanger wurden, übertrug er das deutsche „Lebensborn“-Programm auf die norwegischen Verhältnisse. Er war Mitautor einer Schriftfolge aus dem Lebensborn Verlag. Über 8000 nach dem Krieg als Tyskerbarna verunglimpfte Kinder wurden innerhalb dieses Programms geboren. Im November 1941 wurde Redieß zum SS-Obergruppenführer ernannt. Ab Herbst 1942 wurde auch in Norwegen konsequent mit der Umsetzung der Strategie zur „Endlösung der Judenfrage“ begonnen. Ein erster Schritt dazu war Anfang Oktober 1942 die Inhaftierung aller männlichen Personen mit jüdischer Abstammung sowie die Einrichtung von Straflagern für ihre zeitweilige Internierung.
Nach der bedingungslosen Kapitulation der Wehrmacht erschoss sich Redieß nach einem Trinkgelage mit Reichskommissar Terboven in einem Bunker nahe seinem Hauptquartier in Skaugum, dem Sitz der norwegischen Königsfamilie, mit seiner Pistole. Seine Leiche wurde zerstückelt, als Terboven sich noch am selben Tag mit 50 Kilogramm Dynamit in ebenjenem Bunker in die Luft sprengte.